# Bigning

Big i papper.

Bigning kallas den process då man med en rundad egg skapar en inpressning (big) i papper eller annat material för att underlätta vikning (falsning) och för att undvika att sprickor uppstår i pappret då vikningslinjen (falslinjen) går tvärs över papprets fiberriktning. Ett falsben kan användas för att skapa en big vid handfalsning, medan man i tryckerier oftast använder en speciell big- eller bockmaskin, för förpackningar oftast i samband med stansning.
Bigning är en ofta förekommande teknik vid framställning av förpackningsmaterial, speciellt då materialet är tjockare papper och kartong. I dessa fall är oftast bigverktygen inbyggda i tryckpressarna och synkrona med tryckverken så att dekoren hamnar på rätt plats på den vikta förpackningen.